# El zapatero parisino
El zapatero parisino (en ruso: Парижский сапожник, romanizado: Parizhskiy sapozhnik) es una película muda soviética de 1928 dirigida por Fridrikh Ermle, protagonizada por Veronika Buzhinskaya y Valeri Solovtsov, en los papeles principales y producida por el Comité Estatal de Cinematografía de la URSS (Goskino). Es una adaptación de la novela de Nikolái Nikitin El crimen de Kirik Roudenko, el propio escritor trabajó en el guion de la película.

## Sinopsis
La chica del Komsomol Katia Karnakova (Veronica Buzhinskaya) vive en la pequeña ciudad ficticia de provincias de «Staraya Lopsha, tranquila y somnolienta». Katia está locamente enamorada de un compañero del Komsomol llamado Andréi (Valeri Solovtsov) y ni siquiera trata de ocultarlo a los demás. Después de un tiempo como resultado de su aventura, ella queda embarazada. Katia le cuenta la noticia a Andréi. Pero este no está contento con esta noticia. Porque el nacimiento de un niño y los pañales no están incluidos en los planes de Andréi de construir un «futuro brillante para el país» a escala global. Por lo tanto, Katia escucha en respuesta a su petición: «¡Oh, tonto, tonto!» Y luego promete: «Está bien, lo pensaré».
Al principio trata de hablar de este tema con el secretario del Komsomol, Grisha Sokolov (Semión Antonov), pero este sin siquiera escucharla le entrega a Andréi un libro editado por Nikolái Semashko titulado «Cuestiones de género», dejándole claro que la conversación ha terminado. Y Andréi no encuentra nada mejor que hacer que pedir ayuda con su problema a Motka Tundelyu (Jacob Gudkin), un conocido alborotador de una pandilla de barrio que trabaja en su misma fábrica. En respuesta, le da un consejo «valioso»; «Katia debería ser deshonrada... habrá problemas... y ella se marchará». Entonces Andréi invitá a Katia a que vaya al barranco después del anochecer, pero él le advierte: «¡Sola sin filisteísmo!» Ella llega a la hora acordada, pero en lugar de Andréi, se encuentra con unos tipos extraños de una pandilla local. Katia está a punto de irse, pero Motka Tundel la convence para que se siente y le pasa una nota de Andréi, en la que le ofrece a Katia reunirse con varios chicos «dignos de confianza», después uno de los chicos «dignos de confianza» trata de violarla pero ella escapa y huye al bosque.
Los chismes sobre su comportamiento disoluto con los cuatro tipos de la fábrica se ciernen sobre Katia. Habría muerto si no fuera por la intervención de un miembro del Komsomol, un activista (Aleksandr Mélnikov) quien elimina los chismes con la ayuda del testimonio del amigo de Katia, un zapatero sordomudo (Fiodor Nikitin) que además actúa como vengador y mata a Motka Tundelyu, el principal calumniador.

## Reparto
- Veronika Buzhinskaya  como Katia Karnakova
- Valeri Solovtsov como Andréi
- Bella Chernova como Vera miembro del Komsomol
- Yakov Gudkin como Motka Tundelyu
- Aleksandr Mélnikov como miembro del Komsomol (sin acreditar)
- Varvara Miasnikova como la activista Olga
- Fiodor Nikitin, un zapatero sordomudo llamado Kirik Rudenko
- Semión Antónov como Grisha Sokolov, el secretario del Komsomol
- Valeri Plotnikov como Otets Kati padre de Andréi (sin acreditar)

## Producción
La película se filmó en la ciudad rusa de Pskov.
La trama de la película está basada en las circunstancias del famoso «caso Chubarovsky», una violación en grupo que sacudió Leningrado en 1926. Tal y como posteriormente escribió el director, Fridrikh Ermle: «Mi infancia en el cine terminó con El zapatero parisino».